# Шамокша (река)
Шамокша (Шамакша) — река в России, протекает по Лодейнопольскому району Ленинградской области, левый приток Свири.
Исток реки — севернее деревни Люговичи. Течёт на запад, пересекает дорогу 41А-009 (Лодейное Поле — Тихвин — Чудово), протекает южнее садоводства Новинка. Вблизи устья пересекает мурманскую железную дорогу у платформы 229 км и дорогу E 105 Р21 — в деревне Шамокша. Устье реки находится в 43 км по левому берегу Свири, западнее деревни Шамокша. Длина реки составляет 38 км, площадь водосборного бассейна — 161 км².

## Данные водного реестра
По данным государственного водного реестра России относится к Балтийскому бассейновому округу, водохозяйственный участок реки — Свирь, речной подбассейн реки — Свирь (включая реки бассейна Онежского озера). Относится к речному бассейну реки Нева (включая бассейны рек Онежского и Ладожского озера).
Код объекта в государственном водном реестре — 01040100812102000012812.